# Rick Carey
Richard John (Rick) Carey (Mount Kisco (New York), 13 maart 1963) is een Amerikaans zwemmer.

## Biografie
De planning was dat Carey zijn olympische debuut zou maken in 1980. Vanwege de door president Jimmy Carter afgekondigde boycot kon hij niet deelnemen.
In 1982 won Carey de wereldtitel op de 100 meter rugslag en de 4×100 meter wisselslag.
Carey won tijdens de Olympische Zomerspelen van 1984 de gouden medaille op de 100 en 200 meter rugslag en op de 4×100 meter wisselslag.

## Internationale toernooien
| Jaar | Olympische Spelen                               | Wereldkampioenschappen                          | Pan-Amerikaanse Spelen                          | Pan-Pacifische kampioenschappen                 |
| ---- | ----------------------------------------------- | ----------------------------------------------- | ----------------------------------------------- | ----------------------------------------------- |
| 1980 | Amerikaanse boycot                              |                                                 |                                                 |                                                 |
| 1982 |                                                 | 100m rugslag · 200m rugslag · 4×100m wisselslag |                                                 |                                                 |
| 1983 |                                                 |                                                 | 100m rugslag · 200m rugslag · 4×100m wisselslag |                                                 |
| 1984 | 100m rugslag · 200m rugslag · 4×100m wisselslag |                                                 |                                                 |                                                 |
| 1985 |                                                 |                                                 |                                                 | 100m rugslag · 200m rugslag · 4×100m wisselslag |

1908: Arno Bieberstein ·
1912: Harry Hebner ·
1920: Warren Kealoha ·
1924: Warren Kealoha ·
1928: George Kojac ·
1932: Masaji Kiyokawa ·
1936: Adolph Kiefer ·
1948: Allen Stack ·
1952: Yoshinobu Oyakawa ·
1956: David Theile ·
1960: David Theile ·
1968: Roland Matthes ·
1972: Roland Matthes ·
1976: John Naber ·
1980: Bengt Baron ·
1984: Rick Carey ·
1988: Daichi Suzuki ·
1992: Mark Tewksbury ·
1996: Jeff Rouse ·
2000: Lenny Krayzelburg ·
2004: Aaron Peirsol ·
2008: Aaron Peirsol ·
2012: Matt Grevers ·
2016: Ryan Murphy ·
2020: Jevgeni Rylov ·
2024: Thomas Ceccon
1900: Ernst Hoppenberg ·
1964: Jed Graef ·
1968: Roland Matthes ·
1972: Roland Matthes ·
1976: John Naber ·
1980: Sándor Wladár ·
1984: Rick Carey ·
1988: Igor Poljanski ·
1992: Martín López-Zubero ·
1996: Brad Bridgewater ·
2000: Lenny Krayzelburg ·
2004: Aaron Peirsol ·
2008: Ryan Lochte ·
2012: Tyler Clary ·
2016: Ryan Murphy ·
2020: Jevgeni Rylov ·
2024: Hubert Kós
1960: McKinney, Hait, Larson, Farrell ·
1964: Mann, Craig, Schmidt, Clark ·
1968: Hickcox, McKenzie, Russell, Walsh ·
1972: Stamm, Bruce, Spitz, Heidenreich ·
1976: Naber, Hencken, Vogel, Montgomery ·
1980: Kerry, Evans, Tonelli, Brooks ·
1984: Carey, Lundquist, Morales, Gaines ·
1988: Berkoff, Schroeder, Biondi, Jacobs ·
1992: Rouse, Diebel, Morales, Olsen ·
1996: Rouse, Linn, Henderson, Hall ·
2000: Krayzelburg, Moses, Crocker, Hall ·
2004: Peirsol, Hansen, Crocker, Lezak ·
2008: Peirsol, Hansen, Phelps, Lezak ·
2012: Grevers, Hansen, Phelps, Adrian ·
2016: Murphy, Miller, Phelps, Adrian  ·
2020: Murphy, Andrew, Dressel, Apple  ·
2024: Xu, Qin, Sun, Pan